# TORFL
TORFL (Test of Russian as a Foreign Language, рос. Тест по русскому языку как иностранному, ТРКИ) — міжнародний іспит з визначення рівня володіння російською мовою. Тест проводиться до трьох разів на рік в представництвах Головного центру тестування громадян зарубіжних країн з російської мови при Міністерстві освіти і науки Російської Федерації серед осіб, для яких російська мова не є рідною. У разі успішної здачі іспиту здобувачеві видається сертифікат державного зразка відповідного рівня. Розробниками російської державної системи TORFL є авторські колективи, створені на базі МДУ ім. М.В. Ломоносова, Санкт-Петербурзького державного університету, Російського університету дружби народів і Державного інституту російської мови імені О. С. Пушкіна.

## Суть іспиту
Кожен рівень тесту містить п'ять розділів. У перший день 3 частини: лексика та граматика, читання, аудіювання. У другий день останні дві частини: написання і усне спілкування.